# Kinabalujapyx
Kinabalujapyx es un género de Diplura en la familia Japygidae.

## Especies
- Kinabalujapyx disturbator Pagés, 1994